# Новосибирские новости
«Новосибирские новости» (с 2005 — «Новости в Новосибирске») — советская и российская еженедельная газета, выходившая в Новосибирске с 1991 по 2006 год.

## История
В создании газеты участвовали городской совет народных депутатов и горисполком. Издание впервые вышло 7 мая 1991 года и осенью этого года стало независимой городской газетой.
С декабря 1991 года редакция в течение нескольких лет выпускала «внутреннюю» газету для своих сотрудников — «Вестник „Новосибирских новостей“» (редактор — А. Ф. Володкович), представлявший собой компьютерную распечатку.

### Финансовые трудности и закрытие
С 2001 года финансовые проблемы, которые и раньше преследовали коллектив журналистов, стали ещё более очевидны.
21 апреля 2005 года, перерегистрировавшись, издание вышло с другим названием («Новости в Новосибирске») и под новой нумерацией, но при этом сохранило логотип, фактически идентичный прежнему. Из числа профессиональных журналистов газеты остались лишь несколько (Я. Колесинская, В. Антропов и др.), в то же время её коллектив пополнился молодыми журналистами.
9 марта 2006 года был опубликован последний номер, после чего учредители газеты приняли решение о её закрытии.

## Общие сведения
Газета выходила в формате А3, её объём в разное время достигал 16 и 32 полос, после чего вновь сокращался до шестнадцатиполосного варианта.
В середине 1990-х годов тираж издания доходил до 25 000 экземпляров, но в 2002 (или 2003) году составил лишь 9000.
С 1999 по 2000 год в оформлении «Новосибирских новостей» использовалась полноцветная печать, после чего газета вновь стала одноцветной, однако в  2002 году цветное издание было восстановлено.

## Сотрудники
Должность главного редактора сначала занимал Н. Н. Зайков, затем — А. В. Каменский (ранее — заместитель главреда).
На фоне других газет «Новосибирские новости» выделялись относительно постоянной командой сотрудников. Помимо редактора и его заместителя в первом составе редакции работали В.А. Корягин, А. Г. Тепляков, А. Н. Роготень, И. В. Лихоманов, И.Д. Сиротина, М.В. Шандаров, позже в коллектив были приняты В. И. Антропов, В. А. Лавский, Н. Г.  Дячкина (Кирста). Многие из журналистов работали в газете на протяжении десяти и более лет.

## Содержание
Первоначально главную роль в наполнении газеты играли хроникёрские сообщения, которые размещались на первых трёх полосах (впоследствии этот опыт заимствовал ряд других печатных изданий города). Позднее акцент сместился на авторские (тематические) полосы, посвящавшиеся культуре (Н. Г. Дячкина), политике (В. А. Лавский), преступности и праву (В. И. Антропов), современной музыке, истории, обзору книг (двумя последними занимался А. Г. Тепляков).
Осенью 2001 года была создана рубрика «Народное творчество» для публикации прозы и стихов читателей.

## Приложения
Отличительной чертой газеты было создание на её базе в 1990-х годах целой серии печатных проектов. В качестве приложений к изданию выходили газеты «Анонс» (обзор телепрограмм, 1993) и «Недвижимость Сибири» (1994—1996), с 1995 по 1997 — журнал «Вояж-С». В 1995 году велась подготовка к изданию первых номеров журнала-справочника «Оптовый рынок Сибири».

### Доска объявлений
Наиболее успешным в коммерческом плане приложением «Новосибирских новостей» стала «Доска объявлений» (с 1993 года), которая за десятилетний период увеличилась с 16 до 192 страниц (в 2006 году — 182). За счёт прибыли от этого приложения обеспечивалось издание и самой газеты.
В середине 1990-х годов наивысший тираж проекта составил 30 000 единиц, в 2002 году данный показатель составил 25 000 экземпляров.

## Интернет-версии
Для «Новосибирских новостей», а также для приложения «Доска объявлений» были созданы интернет-версии.

## Логотип
В логотипах всех изданий «Новосибирских новостей» присутствовала эмблема медведедя, читающего книгу.